# Ossiachberg, Trebinja
Ossiachberg je naselje v Občini Trebinja v Okraju Beljak-dežela na Koroškem v Avstriji.